# Дачі (правитель)
Дачі або Дарчіл (*დაჩი, д/н — 534) — цар Кавказької Іберії у 502—534 роках. Відомий також як Ваче II.

## Життєпис
Походив з династії Хосровідів. Старший син іберійського царя Вахтанга I. Його матір'ю була донька перського шахіншаха Гормізда III. Стосовно дати сходження на трон існують протиріччя. За одними відомостями, Дачі посів трон у 494 році, можливо, був співцарем батька, або панував за його відсутності. За іншими відомостями, Дачі став царем у 502 або 522 році. Можливо також, що він спочатку був співцарем старшого брата Гургена. Припускають, що останній отримав владу завдяки візантійцям, що мабуть не дуже довіряли Дачі.
Його владу було обмежено, частину областей було передано перським марзпанам (намісникам). Сам Дачі часто в листах йменувався мамасахлісі (голова царського роду). Втім у відносинах з Візантією та зверненнях до підданих зберігав царський титул.
Також точно невідоме завершення правління: є відомості про 506, 522 та 534 роки. Це ймовірно пов'язано з тим, що на час володарювання Дачі припало чергове вторгнення військ Сасанідської Персії на чолі із шахіншахом Бахрамом V, пов'язане з війною проти Візантії. Тоді ж цар Іберії втратив свій титул, ставши зватися марзпаном (намісником), але цю посаду продовжували займати Хосровіди. Тому напевне перший період Дачі правив як цар, другий — як марзпан.
Дачі намагався дотримуватися мирних відносин з Персією, не провокувати її на вторгнення, але й далі вів політику зміцнення міст царства, зокрема значно укріпив Тіфліс. Своєю резиденцією обрав місто Уджарма. Проводив активну християнізацію гірських племен, споруджуючи скрізь церкви. Йому спадкував син Бакур II.